# كريستوف روكانكور
كريستوف تييري دانييل روكانكور (بالفرنسية: Christophe Thierry Daniel Rocancourt)‏، يُطلق عليه أحيانًا اسم كريستوفر روكانكور (بالفرنسية: Christopher Rocancourt)‏ (مواليد 16 يوليو 1967)، هو محتال ومُخادع فرنسي قام بالاحتيال على الأثرياء من خلال إيهامهم بأنه أحد أعضاء الفرع الفرنسي من عائلة روكفلر، أو أحد أفراد عائلة أحد المشاهير.

## مسيرته
أخبر روكانكور قناة (Dateline NBC) في بث عام 2006 أن والدته كانت تعمل أحيانًا كعاهرة، وأن والده كان مدمنًا على الكحول وأخذ كريستوف إلى دار للأيتام عندما كان الصبي في الخامسة من عمره. كانت أول عملية نصب كبيرة له في باريس، حيث قام بتزييف سند ملكية عقار لا يملكه، ثم "باعه" مقابل 1.4 مليون دولار أمريكي.
في طريقه إلى الولايات المتحدة، استخدم روكانكور ما لا يقل عن اثني عشر اسما مستعارا، وجعل الأثرياء يستثمرون في مخططاته، كما قال لـ Dateline، من خلال استغلال جشعهم. لقد أقنعهم بأنه أيضًا أصبح ثريًا من خلال دفع ثمن وجبات العشاء الفخمة نقدًا. لقد قدّر ذات مرة لـ Dateline أن مخططاته/مشاريعه المختلفة حققت له ما لا يقل عن 40 مليون دولار أمريكي، ولكن لا يمكن تأكيد ذلك.
وفي لوس أنجلوس، تظاهر بأنه منتج أفلام، أو بطل ملاكمة سابق، أو صاحب رأسمال مخاطر؛ ادعى أيضًا أنه الابن غير الشرعي لصوفيا لورين، ابن شقيق أوسكار دي لا رينتا ودينو دي لورانتس، وارتبط بالعديد من المشاهير، وعاش لبعض الوقت مع ميكي رورك، ويبدو أنه أقنع الممثل جان كلود فان دام بإنتاج فيلمه التالي. وكان يُجري أيضًا محادثات مع جيرماين جاكسون لتطوير مجموعة من العطور المستوحاة من أغاني مايكل جاكسون.
روكانكور، الذي يستخدم اسم كريستوفر دي لورانتس، تزوج من غري بارك في عام 1992، وأنجبا طفلاً. تزوج من عارضة بلاي بوي بيا رييس في مايو 1996، وأنجبا ولدًا اسمه زيوس. إلى جانب زواجه من بيا رييس، وفقًا للصحافة، عاش مع عارضة أزياء بلاي بوي روندا ريدل لمدة ستة أشهر؛ لم تكن ريدل تعلم أن روكانكور متزوج، وقال إنه أخبرها أنه من طبقة النبلاء الفرنسيين، وابن كونتيسة.
في عام 1997، داهمت الشرطة جناح فندق روكانكور، وفي عام 1998 تم القبض عليه لتورطه في تبادل لإطلاق النار قبل أن يخرج بكفالة.
وفي عام 1999، أُطلق سراحه من تهمة تزوير جوازات السفر بعد أن قام برشوة موظفي وزارة الخارجية الأمريكية للحصول على جواز سفر. تم القبض عليه في عام 2000 في هامبتونز بسبب فاتورة فندق غير مدفوعة، وكان مطلوبًا أيضًا لتورطه في تهريب الماس، وحيازة قنابل يدوية، وغسل الأموال، والرشوة، وشهادة الزور، وما لا يقل عن 17 قضية احتيال على أشخاص من خلال عرضهم للاستثمار معه.
بعد دفع الكفالة، هرب مرة أخرى وانتقل إلى كندا حيث انتحل هوية سائق سباق الجائزة الكبرى للسيارات مايكل فان هوفن. في 27 أبريل 2001، تم اعتقاله هو ورييس في فيكتوريا، كولومبيا البريطانية، كندا، واتُّهِمَ روكانكور لاحقًا بالاحتيال على زوجين مُسِنّين؛ تم إطلاق سراح رييس بعد إقناع السلطات بأنها لم تشارك في عملية الاحتيال، ناهيك عن أي فكرة عن الأنشطة الإجرامية لزوجها. قضى روكانكور عامًا في السجن قبل تسليمه إلى نيويورك والاعتراف بالذنب في تهم السرقة والسرقة الكبرى والتهريب والرشوة وشهادة الزور والاحتيال ضد 19 ضحية. في سبتمبر 2003، أدى الالتماس إلى دفع غرامة قدرها 9 ملايين دولار، وأمر بدفع 1.2 مليون دولار كتعويض، والحكم بالسجن لمدة ثلاث سنوات وعشرة أشهر في السجن الفيدرالي.
أثناء احتجازه في كندا، كتب روكانكور سيرته الذاتية سخر فيها من ضحاياه. وفي سويسرا، ربطت الشرطة بينه وبين سرقة مجوهرات، وفي وقت ما منعته من دخول البلاد لمدة 14 عامًا؛ انتهى هذا الحظر في عام 2016.
عاد روكانكور إلى باريس في أكتوبر 2005 بعد أن أنهى فترة سجنه. عاش مع ملكة جمال فرنسا السابقة سونيا رولان، وأنجبا معًا ابنة اسمها تيس. أعلنا انفصالهما في أوائل عام 2008.
في يوليو 2009، اتهمت المخرجة الفرنسية كاثرين بريليا روكانكور بالاحتيال عليها للحصول على 700 ألف يورو. وقد اتهمته بريليا، التي تم تشخيص إصابتها بمرض الأوعية الدموية الدماغية عام 2004، باستغلالها بسبب عجزها العقلي. وبسبب هذا الحدث تم إلغاء فيلم (Bad Love) مع روكانكور والعارضة ناعومي كامبل. وقالت بريليا لصحفي فرنسي إن أول لقاء لها مع روكانكور كان أسوأ يوم في حياتها، بل أسوأ من اليوم الذي تم تشخيص إصابتها فيه بمرض الأوعية الدموية الدماغية. في عام 2012، أُدين روكانكور بتهمة "استغلال الضعف" لأخذ أموال بريليا، وحُكم عليه بالسجن لمدة 16 شهرًا.
وفي أكتوبر 2014، ألقي القبض عليه مع محاميه وصديقته البالغة من العمر 23 عاماً وأحد أفراد الشرطة الفرنسية، حيث زُعم أنه رشوه لتزويده بجوازات سفر وتأشيرات حقيقية لبيعها مقابل مبالغ باهظة للمهاجرين غير الشرعيين.

## في الثقافة الشعبية
أصدر المسلسل التلفزيوني (Mugshots) عن قناة (TruTV) حلقة على كريستوف روكانكور بعنوان (Chris Rocancourt - A French Con)، تم بثه في عام 2013.
يقدم فيلم كاثرين بريليا (Abuse of Weakness) لعام 2014 تصويرًا خياليًا طفيفًا لعلاقتها مع روكانكور.
تدور أحداث الحلقة الثانية من الموسم الثاني لبرنامج (72 Hours: True Crime)، عن كريستوف روكانكور وجرائمه في كندا.
ناقش البرنامج التلفزيوني الأمريكي (The Unexplained) قدراته وكيف كان يتلاعب بالناس.

## روابط خارجية
- كريستوف روكانكور على موقع IMDb (الإنجليزية)